# Illum (warenhuis)

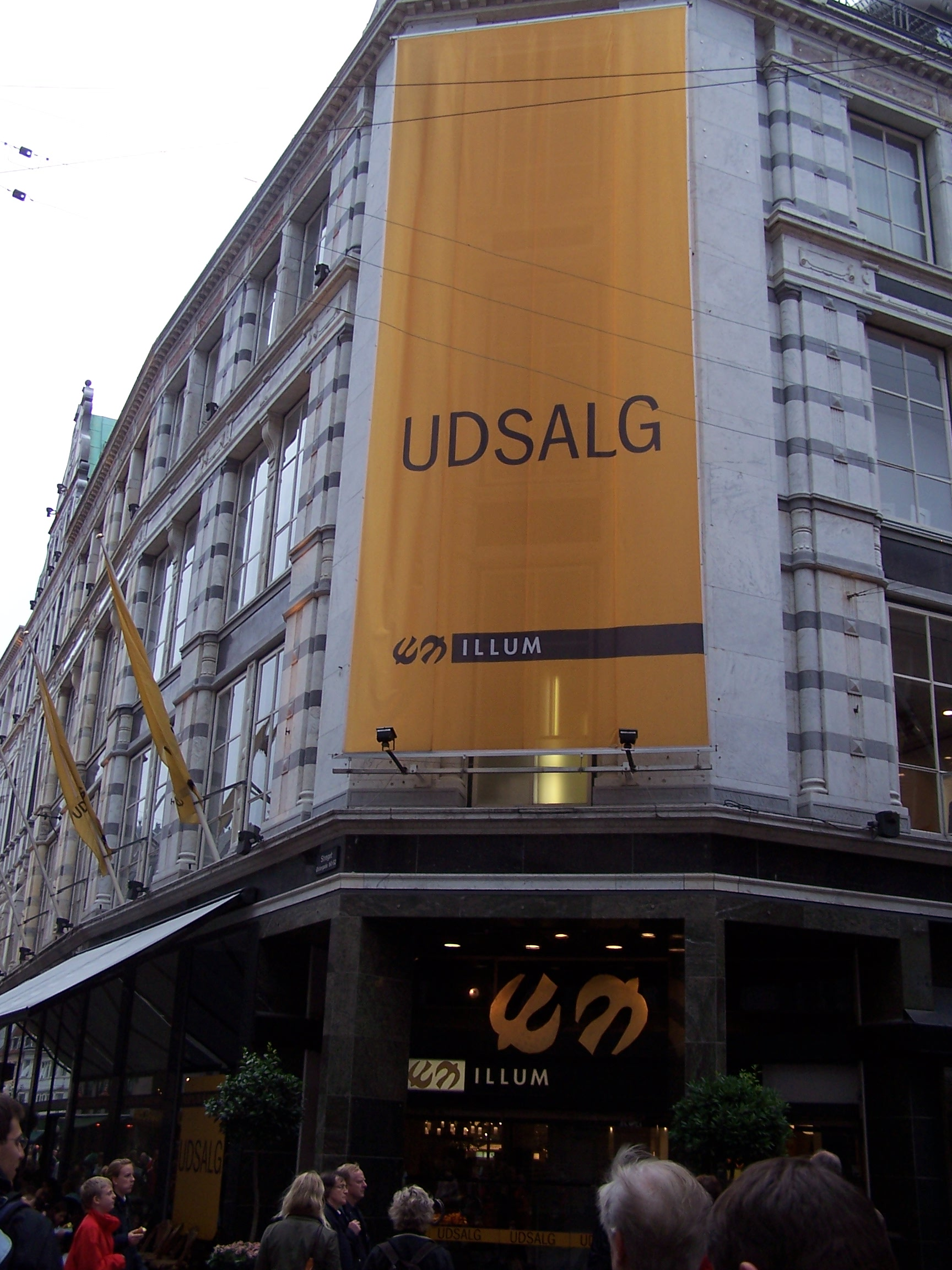
Illum Kopenhagen

Illum (eigen schrijfwijze ILLUM) is een Deens warenhuis, gevestigd aan de Østergade 52, onderdeel van Strøget, de voornaamste winkelstraat in Kopenhagen.

## Geschiedenis
In 1891 opende de groothandelaar Anton Carl Illum (1863-1938) een winkel gespecialiseerd in naaiartikelen en kledingaccessoires aan de Østergade in Kopenhagen tegenover de huidige locatie van Illum. De doelgroep waren de stadse dames uit de hogere klassen. Het bedrijf groeide door de jaren heen en verhuisde in 1899 naar de overkant aan de Østergade ,waar he tsindsdien gevestigd is. Na de dood van A.C. Illum in 1938 erfde zijn zoen Svend Illum het bedrijf.
In de jaren 1950-1970 kreeg Illum te maken met toenemende concurrentie van de winkelcentra, die in het grootstedelijk gebied opkwamen. Halverwege de jaren zestig werd een parkeergarage gebouwd en werd een grote verbouwing uitgevoerd in de strijd om de gunst van de klanten. Dit was echter niet genoeg om de onderneming rendabel te krijgen en in 1972 moest de familie verkopen.
In de jaren die volgden had het bedrijf verschillende eigenaren. In 1991 werd het bedrijf overgenomen door concurrent Magasin du Nord, die het in 2003 voor 80% doorverkocht aan de Amerikaanse investeringsbank Merrill Lynch. Hierna kwam de focus te liggen op luxe en kwaliteit. In 2004 werd Magasin overgenomen door een consortium onder leiding van de IJslandse Baugur Group en behield haar aandeel van 20% in Illum. De overige 80% werd in augustus 2005 door hetzelfde consortium overgenomen. In 2009 werd Illum overgenomen door Solstra Investments A/S, die het in 2011 verkocht aan MGPA. In 2013 werd Illum doorverkocht aan het Italiaanse warenhuis La Rinascente.
De meer dan 120 'shop-in-the-shops' van het warenhuis hebben een jaaromzet van ongeveer DKK 650 miljoen. (2011).
De gevel van Illum is in 2016 gerenoveerd. De nieuwe gevel is ontworpen door Vilhelm Lauritzen Architects.
Het woonwarenhuis Illums Bolighus, dat vanaf 1941 deels eigendom was van Svend Illum, is sinds 1985 geheel onafhankelijk van Illum.

## Logo
De twee zwaluwen in het Illum-logo komen voort uit correspondentie van AC Illum en zijn verloofde Marie Andersen. In een brief vroeg Illum om haar hand. In een hoekje van het briefpapier waarop Marie het ja-woord gaf waren twee zwaluwen afgebeeld die langs een netwerk van telegraafdraden vlogen. AC Illum besloot daarvan het handelsmerk van het bedrijf te maken.